# The Lost House
The Lost House er en amerikansk stumfilm fra 1915 af Christy Cabanne.

## Medvirkende
- Lillian Gish som Dosia Dale.
- Wallace Reid som Ford.
- F.A. Turner.
- Elmer Clifton som Cuthbert.
- Allan Sears som Dr. Protheroe.